# (10899) 1997 WN13
(10899) 1997 WN13 est un astéroïde de la ceinture principale découvert en 1997.

## Description
(10899) 1997 WN13 a été découvert le 24 novembre 1997 à l'observatoire Gekko, situé à Shizuoka (Japon), par Tetsuo Kagawa et Takeshi Urata.

### Caractéristiques orbitales
L'orbite de cet astéroïde est caractérisée par un demi-grand axe de 2,35 ua, un périhélie de 1,93 ua, une excentricité de 0,18 et une inclinaison de 1,98° par rapport à l'écliptique. Du fait de ces caractéristiques, à savoir un demi-grand axe compris entre 2 et 3,2 ua et un périhélie supérieur à 1,666 ua, il est classé, selon la JPL Small-Body Database, comme objet de la ceinture principale.

### Caractéristiques physiques
(10899) 1997 WN13 a une magnitude absolue (H) de 15,1 et un albédo estimé à 0,280.